# Amblyseius tubocalicis
Amblyseius tubocalicis är en spindeldjursart som beskrevs av Wolfgang Karg 2006. Amblyseius tubocalicis ingår i släktet Amblyseius och familjen Phytoseiidae. Inga underarter finns listade i Catalogue of Life.